# وحدات الأمن البحرية الخاصة (السعودية)
وحدات الأمن البحرية الخاصة تنقسم إلى ثلاثة أقسام رئيسية (الضفادع البشرية، الصاعقة، الإزالة) ويقع مقر قيادتها الرئيسي بالأسطول الشرقي، وهي واحدة من أفضل تشكيلات القوات المسلحة السعودية تخصصاً ودقة؛ لصرامتها في معايير القبول ومتطلباتها التدريبية العالية وتمتع منسوبيها بمواصفات جسمانية وتكتيكية من خلال تطبيقاتها العسكرية الخاصة. تضم الكثير في وحداتها من الزوارق والمعدات الخاصة (نواظير، ومظلات، وقناصه، وطائرات بدون طيار) مما يمكنها من أداء مهام القوات البحرية ليلاً ونهاراً، بكفاءه عاليه.

## نظرة عامة
تأسست مدرسة مشاة البحرية ووحدات الأمن البحرية الخاصة، عام 1400ھ، ومقرها مركز تدريب المستجدين ومشاة البحرية، في جدة في ذلك الوقت. وكانت نواة للمدرسة الحالية ثم زودت بأحدث الأسلحة والتجهيزات مثل المدرعات البرمائية، ومدافع الهاون والرشاشات الثقيلة. وتدربت هذه الوحدات داخل المملكة وخارجها. وأهم واجبات هذه الوحدات، المشاركة في تنفيذ مهام وواجبات القوات البحرية، وعمليات البحث والإنقاذ. وتقدم المدرسة لمنسوبيها عدداً من الدورات في مجال الغوص، وصيانة المعدات؛ وكذلك دورات على المدرعات البرمائية والزوارق الفائقة السرعة. وتم مؤخراً تدعيم القوات البحرية بعدد من قانصات الألغام الحديثة، وقد أنضم عدد منها إلى أساطيل القوات البحرية السعودية.